# تكسوكو

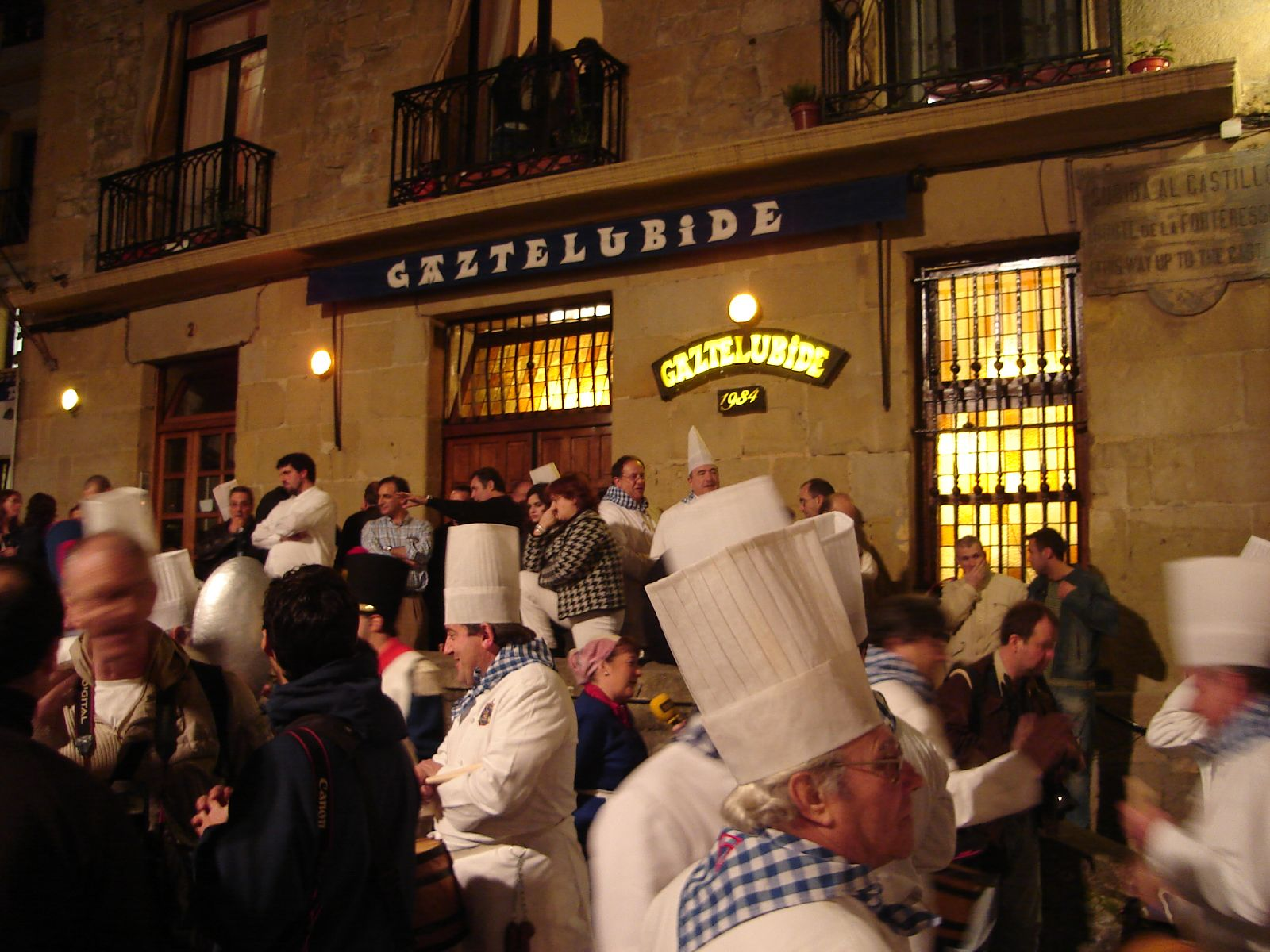
تجمع الطهاة أمام Gaztelubide txoko خلال Tamborrada.

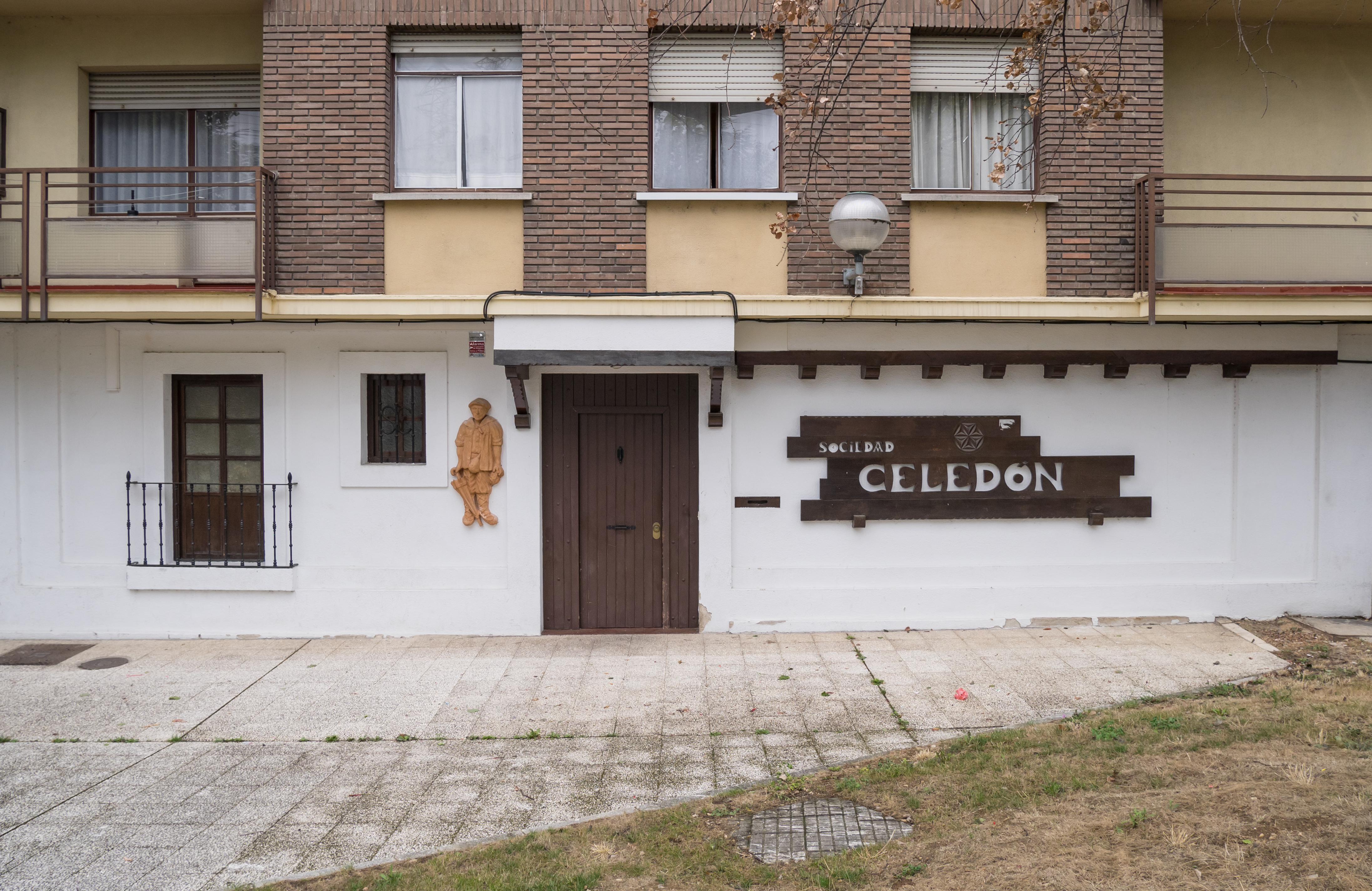
سوسيداد سيليدون, تكسوكو في فيتوريا-جاستيز

التكسوكو Txoko (قالب:IPA-eu)هو نوع من تقاليد مجتمع الباسك النموذجي لمجتمع تذوق الطعام المغلق حيث يجتمع الرجال معًا للطهي وتجربة طرق جديدة للطهي وتناول الطعام والتواصل معا. ويعتقد أن أكثر من 1000 من هذه المجتمعات موجودة، كبلدة جيرنيكا بإسبانيا، التي يبلغ عدد سكانها حوالي 15000 نسمة، بها تسعة تجمعات تكسوكو تضم حوالي 700 عضو في المجموع.   لا يمكن العثور على تكسوكو في إسبانيا فحسب، بل في أي مدينة تقريبًا بها عدد كبير من الباسك 

## التسمية
تسكوكو نحت لكلمة مصغر من كلمة zoko،  تعني حرفيًا الزاوية، الزاوية المريحة في لغة الباسك. في بعض المناطق، يتم استخدام البديل xoko. في الإسبانية، يطلق عليهم sociedades Gastronómicas، وفي الفرنسية sociétés Gastronomiques.       

## تاريخه
أصول التكسوكو غير مؤكدة. ربما بدأوا في منطقة بلباو كنوادي اجتماعية للشركة (قد تكون مستوحاة من البريطانيين)، إلا أنها أكثر شهرة في سان سيباستيان؛ حيث تم تشكيل أول تكسوكو في عام 1870  كمجموعة غير رسمية من الأصدقاء الذين يجتمعون بانتظام لتناول الطعام والشراب والغناء والتحدث.    خلال سنوات فرانكو، أصبحت التكسوكوس ذات شعبية متزايدة لأنها منعت مناقشة السياسة، مما يجعلها من الأماكن القليلة التي سمحت فيها الدولة بالتحدث باللغة الباسكية وغناء الأغاني الباسكية.  معظم أنواع التكسوكو موجودة في إسبانيا، إلا أنها تشكلت في أماكن مختلفة حول العالم. 

## التنظيم
عادة، يتم إنشاء التكسوكو من قبل مجموعة من الأصدقاء الذين يشترون أو يستأجرون أماكن مناسبة معًا ويعتمدون قانون يغطي العضوية والإدارة والمسائل الأخرى. يحظر القانون عادةً مناقشة السياسة في البرلمان ويقيد مشاركة المرأة؛ إما (نادرًا) منعهم من الوصول إلى التكسوكو على الإطلاق أو السماح للنساء عادةً بدخوله لتناول الطعام والشراب والتواصل الاجتماعي، ولكن ليس للطهي. نظام التكسوكو الحديث، يكون عبر استخدام المكونات الطازجة والطهي من الصفر، يجسد الطعام البطيء. 
نظرًا لأن التكسوكو يضم عادةً ما يصل إلى 80 عضوًا، ولكن لديه مساحة لعدد أقل من ذلك، يجتمع أفراد أو مجموعات صغيرة من الأعضاء معًا لجمع المكونات وطهي الطعام لأنفسهم أو لعائلاتهم أو ضيوفهم. عدة مرات في السنة، تتم دعوة جميع أعضاء التكسوكو للاجتماع معًا 

## التأثير
على الرغم من وصف التكسوكو بأنه يوفر مهربًا من ضغط الحياة اليومي في المجتمع، وبالتالي فهو محدود في قدرته على إفادة المجتمع ككل؛ يشار إليها كتعبير عن الألفة، ولها دور مهم في دعم الثقافة والهوية الباسكية؛ وفي المساعدة على إدارة الانتقال من الهوية الريفية إلى الهوية الحضرية. اقترح هيس أيضًا أن التنظيم المجتمعي والكنيسة الرومانية الكاثوليكية المؤثرة في اختيار الأطباق الموسمية والأسبوعية تمثل رد فعل ضد الفردية البروتستانتية. عضوية txoko تعبر الانقسامات الطبقية والاجتماعية. وهذه هي أهميتها الثقافية في سان سيباستيان حيث يُطلب من رئيس البلدية سنويًا تناول العشاء في كل من 75 تكسوكو.  يشير مؤلفون آخرون إلى النزعة المحافظة المتطرفة لـ txokos: استبعاد النساء والتأكيد على الحفاظ على الأطباق التقليدية. 

## انظر ايضا
- تذوق
- فن الأكل
- متذوقو الخل
- ذواقة

## روابط خارجية
- سوسيداد غازتيلوبيدي
- سوسيداديس جاسترونوميكاس